# Typha laxmannii
Espèce
Classification APG III (2009)
Typha laxmannii est une espèce de roseaux (Typha) de la famille des Typhaceae, nommée ainsi en hommage à Erich Laxmann par Ivan Lepekhin.

## Description
Ce roseau mesure de 80 à 130 cm (parfois 210 cm) en moyenne avec des feuilles étroites et longues de 2 à 4 mm (maximum 7 mm). Sa fleur est unisexuée.

## Habitat
Typha laxmannii croît au bord des rivières, des marais, des solontchaks et des lacs des zones de climat tempéré d'Eurasie. On le rencontre fréquemment en Russie au sud de l'Oural et de la Sibérie, ainsi que dans le sud-ouest de la Russie européenne.

## Taxonomie

### Synonymes
- Typha minima subsp. laxmannii (Lepech.) Nyman
- Typha stenophylla Fisch. & C.A.Mey.
- Typha zerovii Klok.fil & Krasnova